# Kanuri
Kanuri er en folkegruppe der lever i området omkring Tchadsøen i delstaten Borno i den  nordøstlige del af Nigeria og de tilgrænsende  dele af Niger, Tchad og Cameroun. Kanuri var den vigtigste folkegruppe i kongedømmet Bornu.
De fleste kanurier bor i Nigeria, hvor deres antal i  2005 regnedes til omkring 4,8 millioner, så med dem i nabolandene er  de godt fem millioner. Hovederhvervet er landbrug, og de dyrker hirse og sorghum, samt jordnødder og bomuld til eksport. Kanuri har været muslimer siden 1100-tallet. Deres sprog tilhører de Nilosahariske sprog.

## Eksterne kilder og henvisninger
- Om Kanuri på Store norske leksikon.

- Wikimedia Commons har flere filer relateret til Kanuri